# Batalla de Cold Harbor
La batalla de Cold Harbor es va lliurar durant la Guerra Civil dels Estats Units a prop de Mechanicsville, Virgínia, del 31 de maig al 12 de juny de 1864, i els combats més significatius van tenir lloc el 3 de juny. Va ser una de les batalles finals de la Campanya d'Overland del tinent general de la Unió Ulysses S. Grant a la i es recorda com una de les batalles més sagnants i desiguals de la història dels Estats Units. Milers de soldats de la Unió van morir o ferits en un assalt frontal sense esperança contra les posicions fortificades de l'exèrcit del general confederat Robert E. Lee.
El 31 de maig, quan l'exèrcit de Grant tornava a girar pel flanc dret de l'exèrcit de Lee, la cavalleria de la Unió es va apoderar de la cruïlla d'Old Cold Harbor, a unes 10 milles al nord-est de la capital confederada de Richmond, Virgínia, i la va mantenir contra els atacs confederats fins que va arribar la infanteria de la Unió. Tant Grant com Lee, els exèrcits dels quals havien patit enormes baixes a la campanya d'Overland, van rebre reforços. El vespre de l'1 de juny, el VI Cos i el XVIII Cos van arribar i van assaltar les posicions confederades a l'oest de la cruïlla amb algun èxit.
El 2 de juny, van arribar la resta dels dos exèrcits i els confederats van construir una elaborada sèrie de fortificacions de 7 milles de llarg. A l'alba del 3 de juny, tres cossos de la Unió van atacar les fortificacions confederades a l'extrem sud de la línia, però van ser fàcilment rebutjats amb grans baixes. Els intents d'atacar l'extrem nord de la línia i de reprendre els assalts al sud no van tenir èxit.
Grant va dir sobre la batalla a les seves Memòries personals: "Sempre he lamentat que l'últim assalt a Cold Harbor s'hagués fet mai... No es va aconseguir cap avantatge que compensés la gran pèrdua que vam patir". Els exèrcits es van enfrontar en aquestes línies fins a la nit del 12 de juny, quan Grant va tornar a avançar pel seu flanc esquerre, marxant cap al riu James. En l'etapa final, Lee va atrinxerar el seu exèrcit dins de l'assetjada Petersburg abans de retirar-se finalment cap a l'oest a través de Virgínia.

## Rerefons
La campanya militar del general Grant es venia desenvolupant des del 4 de maig de 1864. Després de la batalla de Spotsylvania, durant la qual cap dels combatents havia estat capaç de marcar la diferència, el general del nord Grant va intentar flanquejar l'exèrcit del general Lee sense aconseguir-ho. La batalla de Wilderness tampoc va ser decisiva i la batalla de North Anna va ser un parany que Lee havia parat a Grant i que aquest va saber evitar.
Entre el 15 de maig de 1864 i el 31 de maig de 1864, hi va haver nombroses escaramusses. Lee va aconseguir contenir a Grant, però reculà per no patir una derrota, ja que el seu exèrcit es veia superat en nombre. No obstant això, encara no havia patit cap derrota decisiva en aquell any 1864. Grant, exasperat per aquests fracassos, va decidir anar a aquest poble, cor d'un important nus viari, no lluny de Gaines' Mill, lloc d'una victòria confederada el 1862.
Després de cadascun d'aquests grans enfrontaments, Grant va fer maniobrar el seu Exèrcit del Potomac (oficialment sota el comandament del major general George G. Meade però sota el seu control directe) al voltant del flanc dret de Lee, al sud-est.
Atès que l'exèrcit de la Unió barrava el pas al riu Pamunkey, Lee va intentar tres petits enfrontaments per sondar les posicions i intencions de Grant, conegudes com les batalles de Haw's Shop, Totopotomoy Creek (Bethesda Church) i Old Church.
Després de l'escaramussa a Old Church, Lee es va convèncer que el propòsit de la cavalleria de la Unió era prendre el control de la cruïlla de Cold Harbor, la qual cosa permetria un fàcil accés a la rereguarda de l'exèrcit del sud i la capital del sud, Richmond.

## Preludi a la batalla

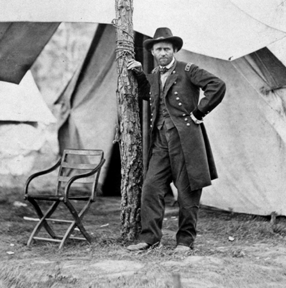
General Ulysses S. Grant a Cold Harbor, fotografiat per Mathew Brady el 1864.

El 31 de maig de 1864, per a apoderar-se del poble de Cold Harbor, Grant va enviar la cavalleria de Sheridan com a avançada. En arribar a la seva destinació, la cavalleria del nord va haver de lluitar contra la cavalleria del sud dirigida per Fitzhugh Lee, nebot del general Lee, reforçada per la infanteria. Després d'un breu encontre, els confederats van retrocedir i es van posicionar al sud-oest del poble. Lee ho va poder fer perquè va arribar abans que Grant, cosa que li va donar oportunitat de preparar-se plenament per a l'atac i atrinxerar-se.
L'endemà, els unionistes van haver de patir un contraatac del sud mal organitzat, però els genets de Sheridan es van mantenir fins que va arribar l'avantguarda de l'exèrcit de Grant i va expulsar els confederats, sense obtenir un avantatge decisiu. Fou finalment la nit de l'1 al 2 de juny de 1864 que tots els dos exèrcits es van posar en posició. Es va formar així un front d'11 quilòmetres des del Topopotomy fins al Chickahominy; Grant tenia un dels cossos d'exèrcit de Butler en reserva.

## El pla de Grant
El pla de Grant havia de tenir en compte l'estat moral del seu exèrcit i el seu estat físic: els seus homes estaven extremadament cansats després de quatre setmanes de combats i persecució. A la banda sud, no era gaire millor. Lee es trobava en un estat de fatiga mental avançada i havia calgut reemplaçar el general Ewell: aquest últim estava tan cansat que ja no podia dirigir els seus homes. Va ser Jubal Anderson Early qui el va substituir.
Grant descartava qualsevol intent de desbordament per l'ala esquerra, sinó s'arriscava a quedar-se empantanat a les planes al·luvials del Chickahominy, com havia fet George McClellan dos anys abans. El general nordista també havia de tenir en compte el fet que els homes dels dotze regiments del seu exèrcit estaven arribant al final del seu compromís amb l'exèrcit. Li calia aconseguir una victòria decisiva que li permetés empènyer Lee de tornada a Richmond, on es beneficiava de molt bones defenses. En conseqüència, Grant havia d'infligir grans baixes al seu homòleg. L'assalt havia de ser llançat per tres cossos d'exèrcit situats al centre i a l'esquerra del front. Grant pensava que els sudistes ja no es trobaven en estat de combatre.
Grant excluait toute tentative de débordement par l'aile gauche, sinon il risquait d'aller s'empêtrer dans les plaines alluviales de la Chickahominy, comme l'avait fait George McClellan deux ans auparavant. Le général nordiste devait aussi tenir compte du fait que les hommes de douze régiments de son armée arrivaient au terme de leur engagement dans l'armée. Il lui fallait remporter une victoire décisive lui permettant de repousser Lee jusqu'à Richmond qui bénéficiait de très bonnes défenses. Par conséquent, Grant devait faire subir à son homologue de lourdes pertes. L'assaut devait être lancé par trois corps d'armée situés au centre et à gauche du front. Grant pensait que les Sudistes n'étaient plus en état de combattre.
Per la seva banda, Lee feia tot el possible per evitar un combat decisiu. Sabia que si perdia de manera estrepitosa, els confederats s'arriscaven a perdre també la guerra.

## La batalla
Després de les escaramusses del 31 de maig i l'1 de juny, Grant havia planejat l'assalt per al 2 de juny a l'alba, tot pensant que els homes de Lee no estaven en condicions de lluitar. Els seus homes estaven lluny d'estar preparats i motivats per lluitar, especialment els de Hancock, que havien arribat tard i esgotats després d'una dura marxa nocturna. L'assalt es va ajornar fins al 3 de juny. Mentrestant, les tropes de Lee van tenir temps de reforçar les seves posicions i rebre reforços liderats per Breckinridge i Hill.
Quan l'exèrcit la Unió va atacar de forma general, per ordres de Grant, els rebels, el 3 de juny, sota la deducció errònia de Grant que encara no estaven del tot preparats, els rebels van poder derrotar-los completament. Va ser un atac del qual es va penedir Grant la resta dels seus dies. Durant els tres dies següents els enfrontaments van continuar però no en la mateixa escala i sempre des de les trinxeres, per tal d'evitar ser abatuts pel bàndol contrari. Mentrestant, els que volien ocupar-se dels ferits, eren abatuts pel bàndol contrari. Només el 7 de juny hi va haver finalment un alto el foc per rescatar els ferits del 3 de juny, els quals fins aleshores, ja havien mort majoritàriament.
Finalment, el 12 de juny, Grant, conscient de la futilitat de la situació per al seu exèrcit, va decidir deixar el lloc i fer un últim moviment cap al sud-est per travessar el riu James i atacar Petersburg, un vital punt d'abastament per a Richmond per les seves connexions de ferrocarrils i també per la seva capacitat de proveir la ciutat.

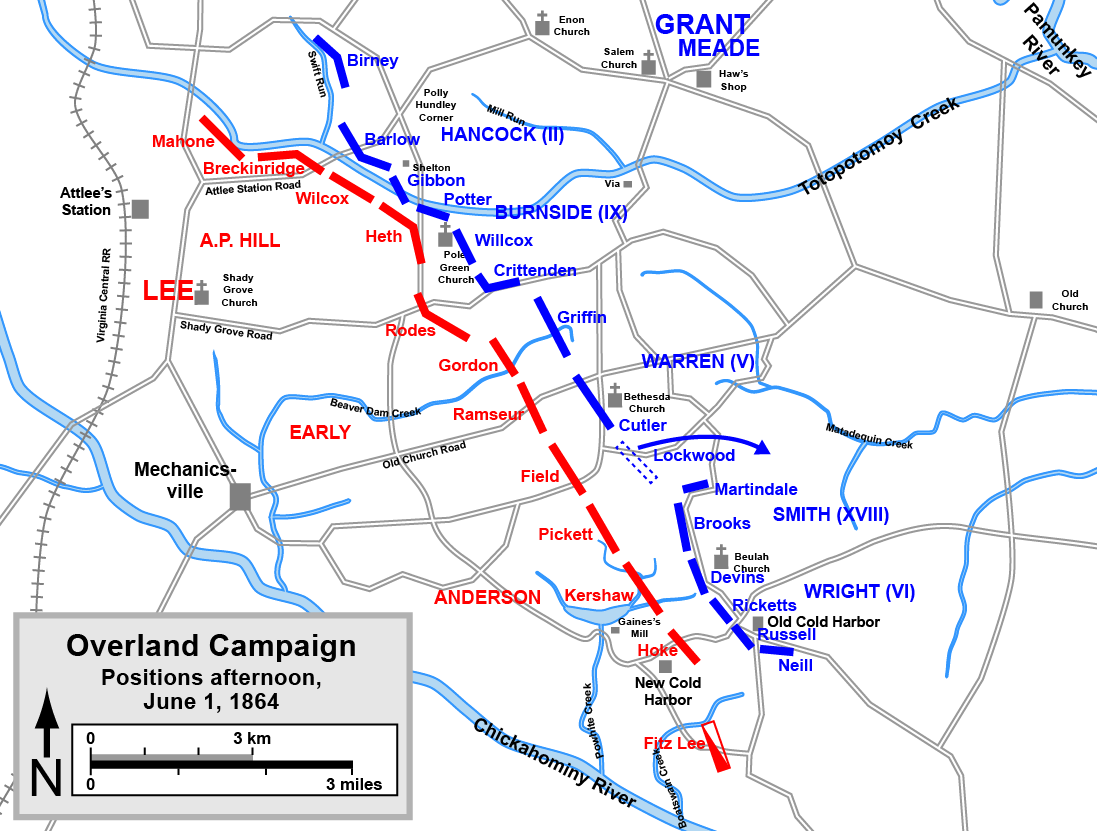
Els exèrcits posicionats (1 de juny al matí)   Confederació  Unió
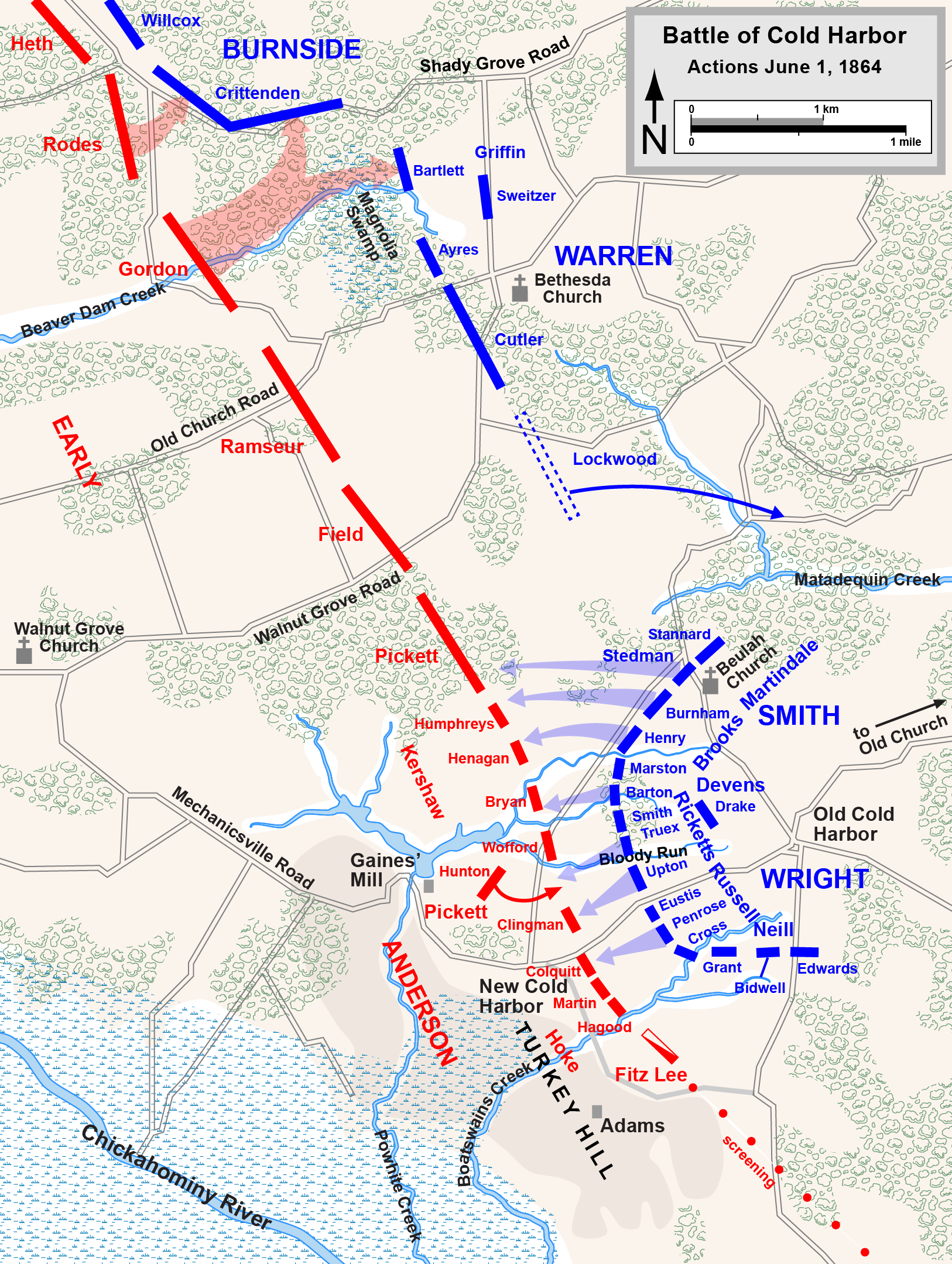
Accions de l'1 de juny de 1864  Confederació  Unió
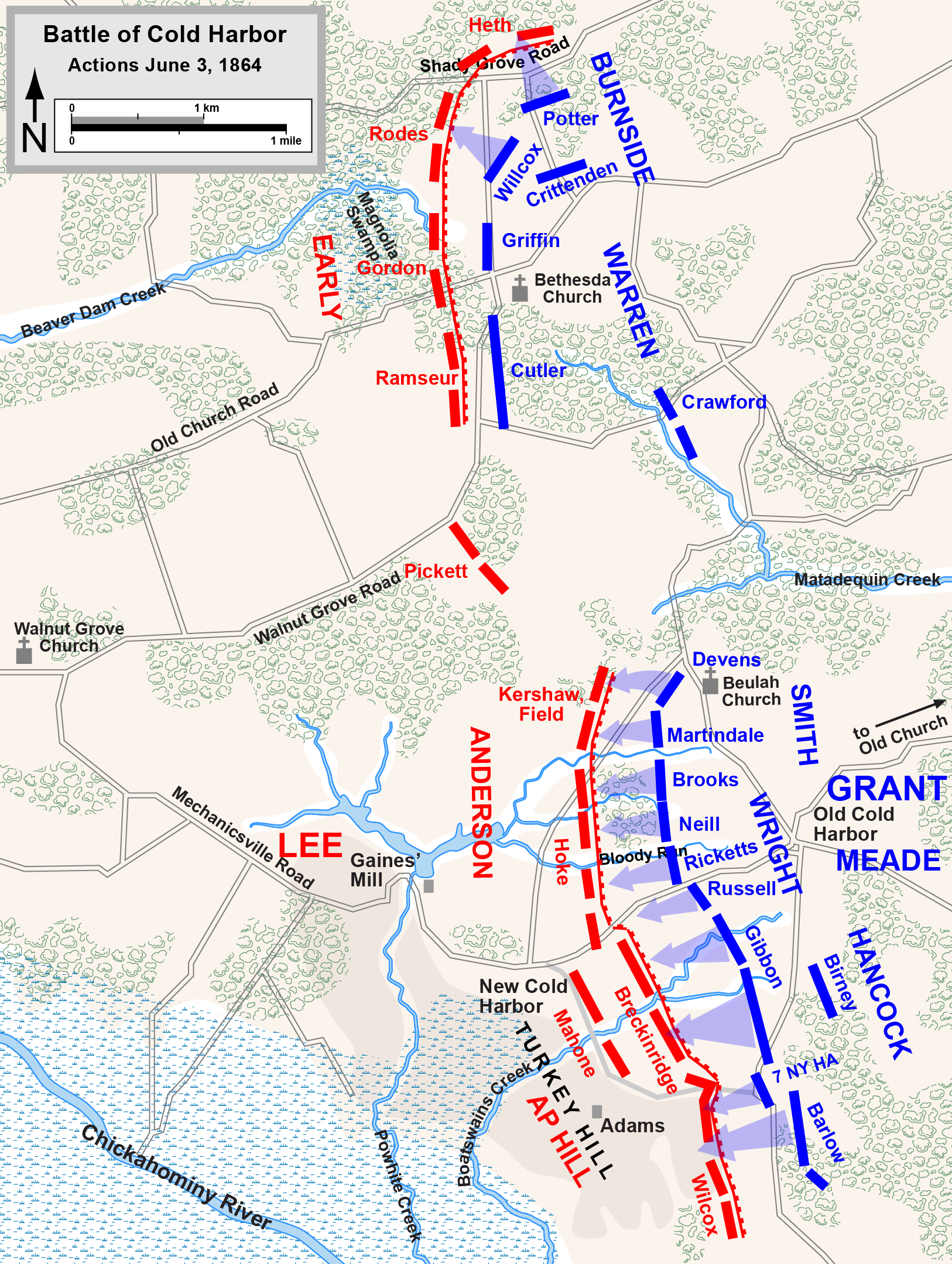
Dia decisiu (3 de juny de 1864)   Confederació  Unió

## Conseqüències de la batalla
Grant, a qui la premsa va posar el malnom de "el carnisser", es va veure obligat a posar en marxa un nou pla que pretenia expulsar Lee de les seves posicions. L'exèrcit de la Shenandoah, comandat per David Hunter, havia de remuntar la vall del Chickahominy des del sud per destruir els ferrocarrils que permetien proveir l'exèrcit confederat. Grant, per la seva banda, es va dirigir a Petersburg.
La batalla de Cold Harbor seria recordada com la derrota més terrible de Grant, que va perdre uns 13.000 homes mentre que Lee en va perdre menys de 4.000. Per a Lee, aquesta va ser una gran victòria. Havia aconseguit demostrar al seu homòleg que els seus homes sempre estaven disposats a lluitar i, una vegada més, no havia deixat anar ni un metre de terra. Però Grant va mantenir la iniciativa.

### Memòries i fonts primàries
- Atkinson, Charles Francis. Grant's Campaigns of 1864 and 1865: The Wilderness and Cold Harbor (May 3 – June 3, 1864). The Pall Mall military series. Londres: H. Rees, 1908. OCLC 2698769.
- Badeau, Adam. Military History of Ulysses S. Grant (Vol. III). Nova York: D. Appleton & Co., 1881.
- Grant, Ulysses S. Personal Memoirs of U. S. Grant. 2 vols. Charles L. Webster & Company, 1885–86. ISBN 0-914427-67-9.
- Longstreet, James. From Manassas to Appomattox: Memoirs of the Civil War in America. Nova York: Da Capo Press, 1992. ISBN 0-306-80464-6. First published in 1896 by J. B. Lippincott and Co.
- Porter, Horace. Campaigning with Grant. Nova York: Century Co., 1897. OCLC 913186.
- Departament de Guerra dels EUA, The War of the Rebellion Arxivat 2009-09-13 a Wayback Machine.: a Compilation of the Official Records of the Union and Confederate Armies. Washington, DC: Impremta del govern dels EUA, 1880–1901., 1880–1901.